# 立石沙千加
立石沙千加（たていし さちか、1988年2月18日 - ）は日本のダンサー・歌手。
長崎県佐世保市出身。ライジングプロダクション所属。ダンス&ヴォーカルユニットAI-SACHI及びEriko with Crunchの元メンバー。愛称：さっちん。

## 概要
- スターライトスクール佐世保本校のメジャーデビュー第1号[1]。
- 2000年、今井絵理子率いるEriko with Crunchにダンサーとして参加。
- 2001年、河原亜依とAI-SACHIを結成。

## 出演
- バックダンサーズ!（2006年9月9日公開、ギャガ・コミュニケーションズ配給、全国松竹・東急系） - 真由 with スーパータイガースのメンバー・ユカ役

## 外部サイト
- エイベックス・ダンスマスター(avex Dance Master)